# Dissecció
La dissecció (del llatí dissecare, 'tallar en parts') és una pràctica medical o veterinària que consisteix a dissecar un ésser viu o mort, per tal de poder estudiar la seva anatomia, les transformacions a causa d'una malaltia o particularment en la medicina legal i forense, la causa exacta de la mort. Quan es tracta d'un mort, es parla d'autòpsia, una indagació que comprèn, segons les necessitats, al costat de la dissecció, també l'observació meticulosa de les traces externs i l'anàlisi bioquímica dels teixits i dels líquids corporals. El terme també s'utilitza amb mecanismes, programes informàtics, materials escrits, etc., com a sinònim de termes d'enginyeria inversa o desconstrucció literària.
El mot deriva del llatí dissectio, derivat al seu torn del participi passat del verb dissecare, tallar en parts.

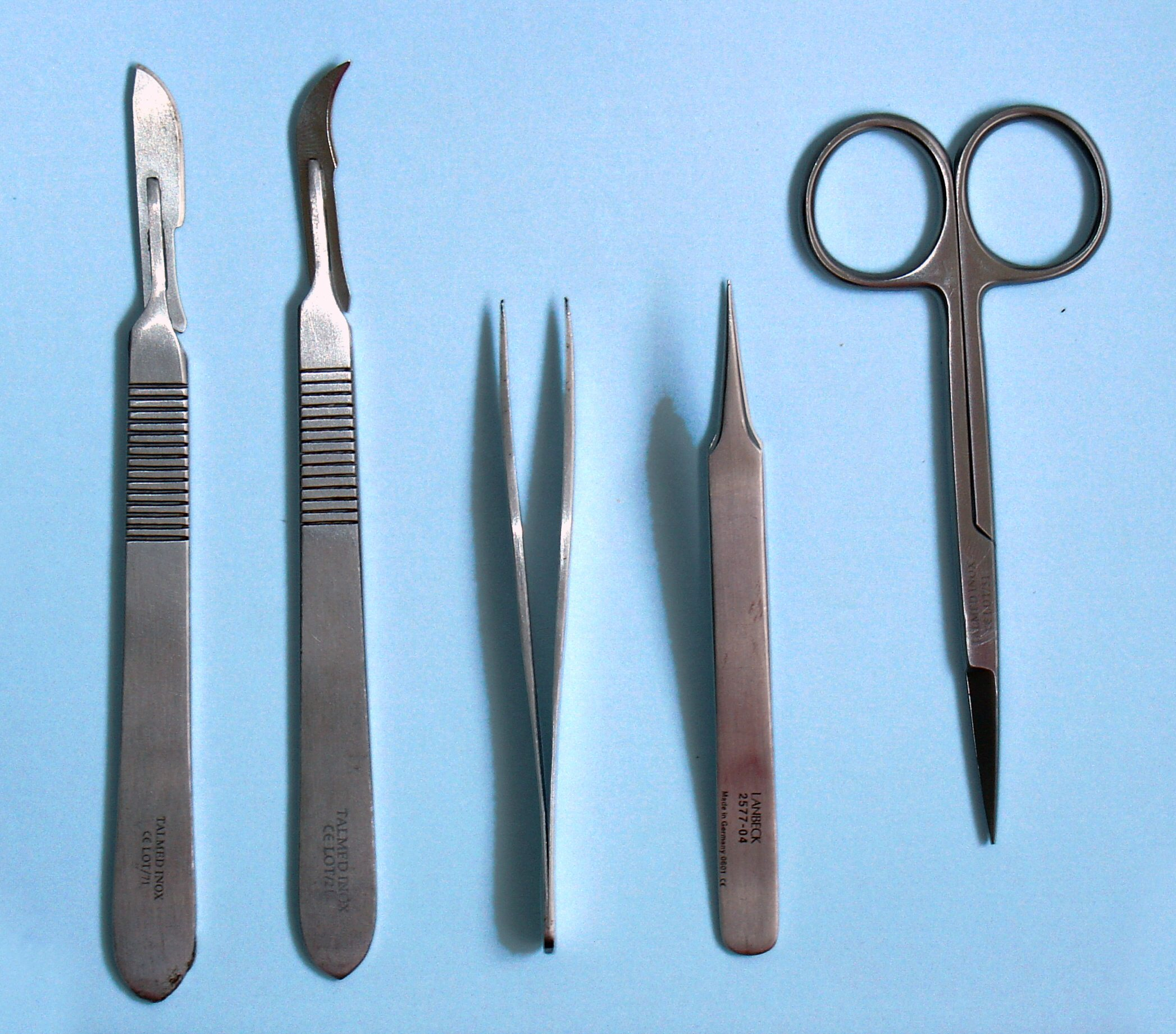
Eines de dissecció

## Història

Mondino dei Liuzzi, Anathomia, 1541

En la tradició catòlica, tocar al cos humà, sota la influència de Pau de Tars, considerat com un «temple del Sant Espèrit» dissecar-lo, tot i per raons medicals sovint va ser considerat com un tabu tot i no ésser totalment prohibit. L'església per exemple, el 1533 va comanar la dissecció dels germans siamesos Joana i Melchiora Ballestero a Hispaniola per tal de saber si compartien o no la mateixa ànima. En trobar dos cors van concloure a dues ànimes, segons la teoria del filòsof grec Empèdocles, que va preconitzar que l'ànima es trobava al cor.
El metge brabançó renaixentista Andreas Vesal (1514-1564) va ser un dels primers metges moderns que defensava la dissecció de cadàvers humans com a font exclusiva dels sabers anatòmics i del seu ensenyament, va practicar la dissecció en cossos de penjats i descobrir el sistema circulatori.